# 沈訥
沈訥（1414年—1459年），字文敏，直隸蘇州府崑山縣人，明朝政治人物。

## 生平
正統七年（1442年）壬戌科第三甲第七十二名進士。授大理評事，陞寺副。景泰元年，出爲福建僉事。官至福建按察司副使，卒年四十六。

## 著作
有《兎園遺冊》及《下里餘音》。